# Santópolis do Aguapeí
Santópolis do Aguapeí é um município brasileiro do estado de São Paulo. Sua população, conforme estimativa do IBGE de 2024, era de 3 933 habitantes.

## Topônimo
"Aguapeí" é uma referência ao Rio Aguapeí que corta a cidade. "Aguapeí" é um termo de origem tupi que significa "rio dos aguapés", através da junção dos termos agûapé (aguapé) e  'y  (rio).

## História
Fundação oficial: 3 de maio de 1940.
Tudo começou em uma área de 2600 alqueires, adquirido em fins de 1940, por Antônio Francisco dos Santos Júnior, de Toledo Pizza e Rosa Galvão. Colonos japoneses se instalaram por volta de 1938 na cidade, posteriormente colonos de outras nacionalidades também se instalaram na região, como por exemplo famílias de origem italiana, espanhola e turca, a região era coberta de exuberante mata, onde havia as mais diversas madeiras. Não havia índios na área do município, mas animais em profusão.
Em meados de 1940 começaram a ser construídas as primeiras casas da povoação que deram origem a vila, então chamada Mil Alqueires, não havia estradas, e o único meio de comunicação era uma picada (estrada rudimentar) através da mata, comunicando-se com Clementina de um lado e chegando do outro as margens do Rio Aguapeí. A terra, apesar de muito arenosa, era fértil e dadivosa, tudo que se plantava colhia. A mata foi sendo derrubada, lavouras foram surgindo, novas famílias de origem japonesa, italiana, espanhola, turca, nortistas e nordestinos, principalmente, foram aqui se estabelecendo. O nome do vilarejo foi mudado para Santópolis em homenagem ao Antônio Francisco dos Santos Júnior, considerando seu fundador, recebendo sua denominação atual, Santópolis do Aguapeí, ao ser elevado à condição de Distrito de Paz.
Em 30 de dezembro de 1959, Santópolis do Aguapeí, foi elevado á categoria de município, nesta época o senhor Fernando Siriani constrói a primeira casa de alvenaria na cidade, o município eminentemente agrícola prosperava consideravelmente, mas a partir de 1963 começou a entrar em decadência devido a queda da produção agrícola.
Em virtude da erosão do solo e da falta de incentivos por parte do governo e de uma política que priorizasse a agricultura, os fazendeiros foram transformando as lavouras em pastagens e houve grande êxodo rural. Tanto a população rural quanto a urbana diminuíram sensivelmente, pois o município não conseguiu absorver essa população por falta de infra estrutura e por não existir nenhuma indústria que empregasse os trabalhadores. Hoje, como em toda região, as terras santópolenses, além das pastagens tem grandes áreas onde se planta cana de açúcar para sustentar as usinas de álcool e açúcar.[carece de fontes?]

## Geografia
Localiza-se a uma latitude 21º38'15" sul e a uma longitude 50º30'01" oeste, estando a uma altitude de 429 metros. Possui uma área de 128,026 km².

### Rodovias
- SP-425
- BR-267

## Demografia

### População
| Crescimento populacional                             | Crescimento populacional | Crescimento populacional | Crescimento populacional |
| Ano                                                  | População Total          |                          | %±                       |
| ---------------------------------------------------- | ------------------------ | ------------------------ | ------------------------ |
| 1960                                                 | 7 688                    |                          | —                        |
| 1970                                                 | 3 596                    |                          | −53,2%                   |
| 1980                                                 | 3 462                    |                          | −3,7%                    |
| 1991                                                 | 3 845                    |                          | 11,1%                    |
| 2000                                                 | 3 816                    |                          | −0,8%                    |
| 2010                                                 | 4 277                    |                          | 12,1%                    |
| 2022                                                 | 3 899                    |                          | −8,8%                    |
| Est. 2024                                            | 3 933                    | [ 6 ]                    | 0,9%                     |
| Fontes: Censos Demográficos IBGE e Estimativas SEADE |                          |                          |                          |

## Política e administração
- Prefeito: Haroldo Alves Pio (2017/2024)
- Prefeito: Gerson Alves de Lima Júnior (2025/2028)

## Infraestrutura

### Comunicações
O sistema de telefones automáticos foi inaugurado na cidade em 1982 pela Telecomunicações de São Paulo (TELESP), que também implantou o sistema de discagem direta à distância (DDD) em 1986 com o código de área (0186). Anteriormente a cidade era atendida pela Companhia de Telecomunicações do Estado de São Paulo (COTESP).
Na década de 90 o código DDD da cidade foi alterado para (018), para padronização do sistema telefônico com a telefonia celular que estava sendo implantada em todo o estado.

## Religião
O Cristianismo se faz presente na cidade da seguinte forma:

### Igreja Católica
- A igreja faz parte da Diocese de Araçatuba.[15]

### Igrejas Evangélicas
Entre as igrejas protestantes históricas, pentecostais e neopentecostais, encontram-se na cidade:
- Assembleia de Deus Ministério do Belém.[18][19]
- Congregação Cristã no Brasil.[20]